# Ninomiya Hiroshi
{{Nihongo|
Ninomiya Hiroshi (sinh ngày 13 tháng 2 năm 1937) là một cầu thủ bóng đá người Nhật Bản.

## Đội tuyển bóng đá quốc gia Nhật Bản
Ninomiya Hiroshi thi đấu cho Nhật Bản từ năm 1958 đến 1961.

## Thống kê sự nghiệp
| Đội tuyển bóng đá Nhật Bản | Đội tuyển bóng đá Nhật Bản | Đội tuyển bóng đá Nhật Bản |
| Năm                        | Trận                       | Bàn                        |
| -------------------------- | -------------------------- | -------------------------- |
| 1958                       | 2                          | 0                          |
| 1959                       | 9                          | 9                          |
| 1960                       | 0                          | 0                          |
| 1961                       | 1                          | 0                          |
| Tổng cộng                  | 12                         | 9                          |